# گرندرپیدز (میشیگان)
گرندرپیدز، میشیگان (به انگلیسی: Grand Rapids, Michigan) یک شهر در ایالات متحده آمریکا با جمعیت ۱۸۸٬۰۴۰ نفر است که در میشیگان واقع شده‌است.